# آفتاب‌پرست نازنین
آفتاب‌پرست نازنین نام کتاب رمانی است به قلم محمدرضا کاتب که در سال ۱۳۸۸ منتشر شده‌است. این کتاب تاکنون تنها به زبان فارسی چاپ شده و لقب یکی از محبوبترین کتابهای منتشره در سال ۱۳۸۸ در ایران را به خود اختصاص داده‌است. انتشارات هیلا و ققنوس ناشر این کتاب می‌باشد. کتاب دارای ۱۰ بخش با ۲ زاویه دیدگاه متفاوت است.
فضای رمان جایی است در نزدیکی مرز ایران و عراق. اما زمان روایت داستان سال‌ها پس از جنگ ایران و عراق است. این کتاب ماهیت جنگ را نامطلوب معرفی می‌کند که زندگی اجتماعی، اخلاقی و حتی عاطفی آدم‌ها را تحت تأثیر قرار داده‌است.

## خلاصه داستان
آفتاب‌پرست نازنین داستان زندگی دختری به نام شوکا است که زیر بار سختی‌ها و دردهای فراوانی قرار گرفته و نمی‌تواند خود را از بسیاری از مشکلات زندگی برهاند. دختر علت تمام بدبختی‌ها را مادرش می‌داند و او را آفتاب‌پرست می‌نامد که زندگی در کنار سرهنگی عراقی را به زندگی رنجبار با پدر شوکا ترجیح داده‌است. به همین دلیل شوکا تنفری از او دارد و هرگز نمی‌خواهد او را ببخشد؛ مادری که در حال مرگ است و آرزو دارد به دخترش نزدیک شود، ولی دختر مادرش را مقصر مرگ پدرش و در نتیجه تنهایی‌اش می‌داند.